# Lindelofia platycalyx
Lindelofia platycalyx är en strävbladig växtart som beskrevs av Harald Harold Udo von Riedl. Lindelofia platycalyx ingår i släktet Lindelofia och familjen strävbladiga växter. Inga underarter finns listade i Catalogue of Life.